# Margarethe Lachmund
Margarethe Marie Pauline Lachmund, auch Margarete Lachmund; geb. Grobbecker (* 17. September 1896 in Woldegk; † 14. Oktober 1985 in Köln) war eine deutsche Quäker-Mitarbeiterin, Widerstandskämpferin und Friedensaktivistin.

## Leben und Wirken
Margarethe Lachmund, die aus einem evangelisch-lutherischen Pastorenhaushalt stammte und in Wanzka im damaligen Mecklenburg-Strelitz aufwuchs, besuchte das Lehrerinnenseminar in Schwerin und arbeitete zunächst als Hauslehrerin auf Gut Wedendorf. Von 1918 bis 1920 war sie Mitglied der konservativen Deutschnationalen Volkspartei. 1927 trat sie, als Reaktion auf den Kapp-Putsch und die Ermordung von Walther Rathenau der SPD bei. Ab 1933 war sie aktiv im Widerstand gegen den Nationalsozialismus tätig, zunächst in liberaldemokratischen und später in kommunistischen Kreisen. In der gleichen Zeit trat sie angesichts des aufkommenden NS-Regimes der Religiösen Gesellschaft der Freunde bei, die sie 1924 bei einer Konferenz in London kennengelernt hatte. Später in Warin, Anklam und Greifswald lebend, gehörte sie zu den Deutschen, die etlichen ihrer jüdischen Mitbürger halfen, sich zu verstecken, ihren Lebensunterhalt trotz Verfolgung zu sichern und Kontakte zu ihnen zu halten, wenn sie in Konzentrationslager eingeliefert wurden. Die Motivation dieses Handelns erwuchs aus ihrer Bindung an den Glauben und die Ethik der Quäker, die den unbedingten Schutz jedes menschlichen Lebens vertreten. Sie selbst durchlebte Überwachungen, Bespitzelung, Denunziation und Hausdurchsuchungen.
Nach der Befreiung von der NS-Gewaltherrschaft war sie eng mit der Arbeit des Quäkerbüros in Berlin verbunden, dessen Geschäftsführende Schreiberin sie von 1948 bis 1954 war, nachdem die „Deutsche Jahresversammlung“ der internationalen „Religiösen Gesellschaft der Freunde“ ihr Berliner Büro 1947 wieder eröffnet hatte. Von 1954 bis 1962 war sie Scheiberin des Quäker-Friedensausschusses. Da sie zum Zeitpunkt des Baus der Berliner Mauer in West-Berlin lebte, konnte sie danach nicht mehr ins Quäkerbüro in Ost-Berlin gelangen. Sie war mit dafür verantwortlich, dass mit Roland Warren aus den USA ein internationaler Repräsentant der Quäker nach Berlin entsandt wurde.
In den Jahren der deutschen Wiederbewaffnung setzte sie sich für die Aufnahme des Rechts zur Kriegsdienstverweigerung in das bundesdeutsche Grundgesetz ein. Sie engagierte sich als Mitglied der Deutschen Friedensgesellschaft gegen die Stationierung von und die Verfügung über Atomwaffen durch die Bundesregierung ein. Lachmund unterstützte die Arbeit der Christlichen Friedenskonferenz (CFK), an deren I. Allchristlichen Friedensversammlung sie sich 1961 in Prag beteiligte.
Zu ihrem 80. Geburtstag erschien in Wien ein ehrendes Lebensbild von Margarete Lachmund, das der deutsche Zweig der Quäker 1976 herausgab.
Sie war seit 1921 verheiratet mit dem Juristen Hans Lachmund (1892–1972), der trotz ihres gemeinsamen Widerstandes gegen den Nationalsozialismus im Sommer 1945 von den sowjetischen Besatzungsbehörden in Greifswald verhaftet, in das Speziallager Fünfeichen verschleppt und 1950 in den Waldheimer Prozessen zu 25 Jahren Lagerhaft verurteilt wurde. 1954 wurde er begnadigt. Ihr gemeinsamer Sohn Peter (* 1923) wurde Dirigent und war später langjähriger Leiter der Rheinischen Musikschule in Köln.

### Ehrungen
- Im Jahre 2000 ehrte die Hansestadt Greifswald ihre ehemalige Mitbürgerin mit der Benennung einer Straße.
- Die Deutsche Jahresversammlung ehrte die Friedensaktivistin 2010 auf ihrer Homepage durch den Abdruck eines Vortrages, den sie 1959 in Oslo auf einer Konferenz über Friedensarbeit der Europäischen Sektion (EMES) des beratenden Weltkomitees der Freunde (FWCC) hielt.

### Nachlass
Ein Nachlass von Hans und Margarethe Lachmund befindet sich im Landeshauptarchiv Schwerin.

## Werke
- Die Stellung der Christen in den Spannungen zwischen Ost und West. Wien: Sensen-Verl., [um 1955]
- Der innere Friede und die notwendige Unruhe. Bad Pyrmont: Friedrich 1958 (Richard L. Cary Vorlesung)
- (mit Ernst Adolf Otto Peetz): Allen Bruder sein ...: Corder Catchpool, (1883 - 1952), ein englischer Freund in deutscher Not. Ein Lebensbild, zusammengestellt nach englischen Vorlagen und ergänzt von E. A. Otto Peetz in Mitarbeit von Margarethe Lachmund. Bad Pyrmont: Religiöse Ges. d. Freunde (Quäker) in Deutschland [Friedrich in Komm.] [1963] (Stimmen der Freunde; H. 3)